# بيرينغوفسكيي
بيرينغوفسكيي (بالروسية: Беринговский) هي مدينة في مقاطعة أوكروغ تشوكوتكا الذاتية ومنفذ على بحر بيرينغ في روسيا.
يبلغ عدد سكانها حوالي 1,401 نسمة (تعداد 2010 ).